# Alan Jones (futbolista)
Alan Jones (Swansea; 6 de octubre de 1945–13 de marzo de 2023) fue un futbolista galés que jugó en la posición de defensa.

## Carrera

### Club
| Periodo   | Club                          | Apariciones | Goles |
| --------- | ----------------------------- | ----------- | ----- |
| 1964–1967 | Swansea City AFC              | 59          | 5     |
| 1967–1974 | Hereford United FC            | 335         | 25    |
| 1974–1976 | Southport FC                  | 49          | 2     |
| 1975      | → Los Angeles Aztecs (cedido) | 20          | 0     |
| 1976-1977 | Haverfordwest County AFC      | 18          | 0     |
| 1977-1980 | Ammanford AFC                 | 21          | 0     |

## Logros
- Welsh Football League (1): 1964-65
- Copa de Gales (1): 1965-66
- Liverpool Senior Cup (1): 1974-75

## Tras el retiro
Al retirarse en 1976 pasó a ser guardia penitenciario.